# CPOR-Doneczczanka Donieck
CPOR-Doneczczanka Donieck (ukr. ЖФК «ЦПОР-Донеччанка» Донецьк) – ukraiński klub piłki nożnej oraz futsalu kobiet, mający siedzibę w mieście Donieck, na wschodzie kraju, grający w latach 1993–2014 w rozgrywkach ukraińskiej Wyższej ligi piłki nożnej.

## Historia
Chronologia nazw:
- 1992: ŻFK Tekstylnyk Donieck (ukr. ЖФК «Текстильник» Донецьк)
- 1994: ŻFK Donećk-Roś Donieck (ukr. ЖФК «Донецьк-Рось» Донецьк)
- 1995: ŻFK Donećk (ukr. ЖФК «Донецьк»)
- 1996: ŻFK Warna Donieck (ukr. ЖФК «Варна» Донецьк)
- 1997: ŻFK Doneczczanka-Warna Donieck (ukr. ЖФК «Донеччанка-Варна» Донецьк)
- 1998: ŻFK Doneczczanka Donieck (ukr. ЖФК «Донеччанка» Донецьк)
- 2002: ŻFK Metałurh-Doneczczanka Donieck (ukr. ЖФК «Металург-Донеччанка» Донецьк)
- 2003: ŻFK CPOR-Doneczczanka Donieck (ukr. ЖФК «ЦПОР-Донеччанка» Донецьк) – po fuzji z CPOR Donieck

Klub piłkarski Tekstylnyk został założony w Doniecku na początku 1992 roku i reprezentował miejscowy zakład bawełniano-papierniczy.  W sezonie 1992 zespół debiutował w rozgrywkach Pierwszej ligi, zajmując drugie miejsce, i zdobył awans do Wyższej ligi. W rozgrywkach Pucharu Ukrainy dotarł do 1/8 finału. Debiutowy sezon 1993 na najwyższym poziomie drużyna zakończyła na końcowej siódmej pozycji. W 1994 do klubu przybyła grupa sponsorów, która zapewniła pewność finansową i stabilność. Klub zmienił nazwę na ŻFK Donećk-Roś, a później nazywał się ŻFK Donećk, ŻFK Warna, ŻFK Doneczczanka-Warna, Doneczczanka i stał się liderem ukraińskiego kobiecego futbolu. W sezonie 1994 zespół po raz pierwszy zdobył mistrzostwo, które nie oddawał do 1996. Po tym jak w marcu 1996 został zastrzelony prezes klubu Ołeksandr Szwedczenko interes do klubu ze strony sponsorów zanikł.. Po roku przerwy w 1998 i 1999 klub ponownie zdobył mistrzostwo Ukrainy. Również wielokrotnie wygrał Puchar Ukrainy. Po sezonie 1999 kiedy w klubie nastąpiły problemy finansowe wiele czołowych piłkarek opuściło klub. Klub kontynuował występy w Mistrzostwach Ukrainy, ale już bez wielkich sukcesów. 
Również w 1995 roku, kiedy Ukraina zdecydowała się na pierwsze krajowe Mistrzostwa w futsalu kobiet, zespół z nazwą Dontekst debiutował na najwyższym poziomie, zajmując czwarte miejsce wśród 7 drużyn. Ale potem zrezygnował z występów w piłce halowej. W sezonie 1999/00 jako Petriwczanka ponownie startował w futsalowej Wyższej Lidze kobiet. Ale po zajęciu ostatniej ósmej pozycji zrezygnował z dalszych występów. W futsalowych rozgrywkach Pucharu Ukrainy 2000 roku zespół z nazwą ŻFK Doneczczanka uplasował się na trzeciej pozycji.
W 2000 roku, przy wsparciu burmistrza Doniecka Ołeksandra Łukjanczenki, na bazie klubu została otwarta instytucja miejska - "Doniecki Centrum Przygotowania Olimpijskiego Kobiet". Celem ośrodka było wyszukiwanie utalentowanych dziewcząt i kształcenie ich do kadry drużyn pierwszoligowych i narodowych reprezentacji Ukrainy. 
W 2002 pierwszy zespół występował w mistrzostwach z nazwą ŻFK Metałurh-Doneczczanka. W 2003 klub połączył się z innym donieckim klubem CPOR, po czym nazwa została zmieniona na ŻFK CPOR-Doneczczanka.
W kwietniu 2007 roku na terenie ośrodka otwarto filię akademii piłkarskiej FK Szachtar.
W 2012 i 2013 zespół stawał na podium mistrzostw, zajmując trzecie miejsce. W 2014 roku drużyna rozegrała tylko jeden mecz w Mistrzostwach Ukrainy i z powodu rozpoczęcia działań wojennych na wschodzie Ukrainy, a także w związku z przejęciem kontroli miasta Donieck przez nieuznaną DRL, klub przestał brać udział w rozgrywkach piłkarskich i faktycznie został rozwiązany.

## Barwy klubowe, strój, herb, hymn
|  |  |

Klub ma barwy czerwono-czarne. Piłkarki domowe spotkania zazwyczaj grają w czerwonych koszulkach, czarnych spodenkach oraz czarnych getrach.

## Sukcesy

### Trofea międzynarodowe
Nie uczestniczył w rozgrywkach europejskich (stan na 31-05-2021).

### Trofea krajowe
piłka nożna
| \| \| Zdobyte trofea w rozgrywkach Ukrainy (stan na: 31-05-2021) \| |                                                            |      |                              |
| Rozgrywki                                                           | Osiągnięcie                                                | Razy | Sezon(y)                     |
| Mistrzostwo                                                         | I miejsce                                                  | 5    | 1994, 1995, 1996, 1998, 1999 |
| Mistrzostwo                                                         | II miejsce                                                 | 2    | 2000, 2001                   |
| Mistrzostwo                                                         | III miejsce                                                | 5    | 1997, 2002, 2003, 2012, 2013 |
| Puchar                                                              | zdobywca                                                   | 4    | 1994, 1996, 1998, 1999       |
| Puchar                                                              | finalista                                                  | 2    | 1995, 2001                   |
| II liga                                                             | I miejsce                                                  | 0    |                              |
| II liga                                                             | II miejsce                                                 | 1    | 1992                         |
| II liga                                                             | III miejsce                                                | 0    |                              |
| Ukraina                                                             | Zdobyte trofea w rozgrywkach Ukrainy (stan na: 31-05-2021) |      |                              |

futsal
| \| \| Zdobyte trofea w rozgrywkach Ukrainy (stan na: 31-05-2021) \| |                                                            |      |          |
| Rozgrywki                                                           | Osiągnięcie                                                | Razy | Sezon(y) |
| · Mistrzostwo                                                       | I miejsce                                                  | 0    |          |
| · Mistrzostwo                                                       | II miejsce                                                 | 0    |          |
| · Mistrzostwo                                                       | III miejsce                                                | 0    |          |
| · Mistrzostwo                                                       | 4.miejsce                                                  | 1    | 1995     |
| Puchar                                                              | zdobywca                                                   | 0    |          |
| Puchar                                                              | finalista                                                  | 0    |          |
| Puchar                                                              | 3.miejsce                                                  | 2000 |          |
| II liga                                                             | I miejsce                                                  | 0    |          |
| II liga                                                             | II miejsce                                                 | 0    |          |
| II liga                                                             | III miejsce                                                | 0    |          |
| Ukraina                                                             | Zdobyte trofea w rozgrywkach Ukrainy (stan na: 31-05-2021) |      |          |

## Poszczególne sezony
piłka nożna
futsal

### Rozgrywki międzynarodowe

#### Europejskie puchary
Nie uczestniczył w rozgrywkach europejskich (stan na 31-05-2021).

### Rozgrywki krajowe
piłka nożna
| \| Ukraina \| Bilans występów klubu w rozgrywkach piłkarskich Ukrainy (Stan na 31 maja 2021 r.) \| \| |                                                                                   |        |       |   |   |   |    |    |     |           |        |        |      |
| Poziom                                                                                                | Rozgrywki                                                                         | Sezony | Mecze | Z | R | P | B+ | B– | Pkt | Lata      | Awanse | Spadki | Naj. |
| I | Wyszcza liha                                                                      | 22     |       |   |   |   |    |    |     | 1993–2014 | 0      | 0      | 1    |
| II | Persza liha                                                                       | 1      |       |   |   |   |    |    |     | 1992      | 1      | 0      | 2    |
| | Puchar Ukrainy                                                                    | 21     |       |   |   |   |    |    |     | 1992–2013 | 0      | 0      | 1    |
| Ukraina                                                                                               | Bilans występów klubu w rozgrywkach piłkarskich Ukrainy (Stan na 31 maja 2021 r.) |        |       |   |   |   |    |    |     |           |        |        |      |

futsal
| \| \| Bilans występów klubu w rozgrywkach Ukrainy (Stan na 31 maja 2021 r.) \| |                                                                       |        |       |   |   |   |    |    |     |               |        |        |      |
| Poziom                                                                         | Rozgrywki                                                             | Sezony | Mecze | Z | R | P | B+ | B– | Pkt | Lata          | Awanse | Spadki | Naj. |
| I                                                                              | Wyszcza liha                                                          | 2      |       |   |   |   |    |    |     | 1995, 1998/00 | 0      | 0      | 4    |
| II                                                                             | Persza liha                                                           | 0      |       |   |   |   |    |    |     |               | 0      | 0      |      |
|                                                                                | Puchar Ukrainy                                                        | ?      |       |   |   |   |    |    |     | 1995–2000     | 0      | 0      | 3    |
| Ukraina                                                                        | Bilans występów klubu w rozgrywkach Ukrainy (Stan na 31 maja 2021 r.) |        |       |   |   |   |    |    |     |               |        |        |      |

## Struktura klubu

### Stadion
Klub rozgrywa swoje mecze domowe na stadionie Doneczczanka w Doniecku o pojemności 1 tys. widzów, który znajduje się na terenie Donieckiego Industrialno-Pedagogicznego Technikum.

### Hala
Drużyna rozgrywa swoje mecze w Hali SportKompleksu Donieckiego Industrialno-Pedagogicznego Technikum, znajdującej się przy ul. Tekstylnykiw 5 w Doniecku.

### Inne sekcje
Klub oprócz głównej drużyny prowadzi drużynę młodzieżowe oraz dla dzieci, grające w turniejach miejskich.

## Kibice i rywalizacja z innymi klubami

### Derby
- CPOR Donieck